# Tiếng Nhĩ Tô
Tiếng Nhĩ Tô (tiếng Trung: 尔苏 Ěrsū) là một ngôn ngữ Hán-Tạng được nói ở phía Tây Tứ Xuyên, Trung Quốc. Nó được nói rộng rãi nhất trong ba ngôn ngữ Nhĩ Tô.

## Phương ngữ
Yu (2012) đã liệt kê ra ba phương ngữ tiếng Nhĩ Tô, tất cả trong số đó được nói ở phía Nam Tứ Xuyên.
- Phương ngữ Tắc Lạp: Tôn (1982, 1991)[3][4] đã đưa ra tư liệu tiếng Nhĩ Tô của hương Tắc Lạp (hoặc Tắc Lạc), khu Ngọc Điền, huyện Cam Lạc, Tứ Xuyên (Tôn 1991:231).
- Phương ngữ Thanh Thủy: Phương ngữ Thanh Thủy của tiếng Nhĩ Tô được ghi lại bởi Lưu (1983)[5] được nói ở thôn Thanh Thủy, hương Liệu Bình, huyện Cam Lạc, tỉnh Tứ Xuyên.
- Phương ngữ Hán Nguyên (tuyệt chủng): Tiếng Nhĩ Tô của huyện Hán Nguyên, hiện đã tuyệt chủng, được ghi lại trong Baber (1882).[6]